# The Nexus Event
"The Nexus Event" (br/pt: "O Evento Nexus") é o quarto episódio da série de televisão estadunidense Loki, baseada no personagem homônimo da Marvel Comics. A trama segue versões alternativas do protagonista que foram capturadas pela Autoridade de Variância Temporal (AVT). O episódio se passa no Universo Cinematográfico Marvel (UCM), dando continuidade aos filmes da franquia. Ele foi escrito por Eric Martin e dirigido por Kate Herron.
Tom Hiddleston reprisa seu papel como Loki da série de filmes enquanto Sophia Di Martino interpreta uma versão feminina do personagem chamada Sylvie. Gugu Mbatha-Raw, Wunmi Mosaku, Sasha Lane e Owen Wilson também estrelam no episódio. Herron iniciou seus trabalhos na série em agosto de 2019. As filmagens aconteceram no Pinewood Atlanta Studios e foram rodadas na área metropolitana de Atlanta.
"The Nexus Event" foi lançado no serviço de streaming Disney+ em 30 de junho de 2021.

## Enredo
Há muitos anos, a Caçadora Ravonna Renslayer da Autoridade de Variância Temporal (AVT) prendeu uma jovem Sylvie por "crimes contra a Linha do Tempo Sagrada" e apagou sua linha do tempo, mas Sylvie roubou o TemPad de Renslayer durante seu julgamento e escapou de volta para a linha do tempo. No presente, o agente da AVT Mobius M. Mobius pede a Renslayer para ver a Caçadora C-20, porém Renslayer afirma que C-20 morreu de um colapso mental. Em 2077, em meio à destruição da lua Lamentis-1, Sylvie e Loki que ficaram presos no local formam uma conexão romântica, criando uma única ramificação na linha do tempo e um "Evento Nexus" perpendicular à Linha do Tempo Sagrada, alertando a AVT, que aparecerem para resgatar e prender o par.
Voltando ao quartel-general, Mobius aprisiona Loki em um loop temporal de um momento do seu passado com Sif, onde ela diz a ele que sempre estará sozinho. Depois de algum tempo, Mobius chama Loki para interrogá-lo sobre como o Evento Nexus ocorreu, enquanto zomba do narcisismo de Loki de ter se apaixonado por Sylvie. Loki revela que todos os trabalhadores da AVT são variantes mas Mobius, inicialmente duvidoso, o manda de volta para o loop. Mais tarde, porém, Mobius fica desconfiado e furtivamente rouba o TemPad de Renslayer, no qual ele encontra uma gravação dela entrevistando uma C-20 mentalmente sã, que confirma a declaração de Loki. Enquanto isso, uma perturbarda Caçadora B-15 leva Sylvie para o Alabama em 2050 e pede a esta última para mostrar as memórias de sua vida passada, tendo-as visto quando Sylvie a encantou anteriormente, aprendendo sobre a sua própria natureza variante no processo.
Mobius liberta Loki, mas eles são confrontados por Renslayer e os homens-minuto da AVT. Mobius reconhece sua traição e status de variante, o que faz a Renslayer ordenar que ele seja "podado" aparentemente matando-o. Renslayer leva Loki e Sylvie para os Guardiões do Tempo, durante o qual Sylvie pergunta a Renslayer por que ela foi presa pela primeira vez, embora Renslayer alega não se lembrar. Os Guardiões do Tempo ordenam que Loki e Sylvie sejam deletados, mas B-15 libera a dupla de suas restrições. Loki e Sylvie se unem para lutar e derrotar Renslayer e os guardas dos Guardiões do Tempo embora B-15 acabe ficando inconsciente. Sylvie decapita um Guardião do Tempo apenas para descobrir que todos eles são androides. Enquanto Loki tenta contar a Sylvie sobre seus sentimentos, Renslayer recupera a consciência e o poda. Irritada, Sylvie a rende ao mesmo tempo em que exige a verdade sobre a AVT.
Em uma cena no meio dos créditos, Loki desperta em um mundo estranho e conhece quatro outras variantes de Loki, que o pedem para se juntar a eles para sobreviver.

## Produção

### Desenvolvimento
Em setembro de 2018, a Marvel Studios estava desenvolvendo uma série limitada estrelando o Loki de Tom Hiddleston dos filmes do Universo Cinematográfico Marvel (UCM). O desenvolvimento de Loki foi confirmado pelo então presidente da Disney, Bob Iger, em novembro do mesmo ano. Michael Waldron foi contratado como roteirista principal em fevereiro de 2019 e escreveu o primeiro episódio da série, com Kate Herron contratada para dirigir a série em agosto. Herron e Waldron agiram como produtores executivos ao lado de Hiddleston e Kevin Feige da Marvel Studios, Louis D'Esposito, Victoria Alonso e Stephen Broussard. O quarto episódio recebeu o título "The Nexus Event" e foi escrito por Eric Martin.

### Roteiro
Apresentar a primeira "história de amor verdadeiro" de Loki foi parte da proposta inicial de Waldron para Loki, com ele sentindo que era certo para o personagem que isso fosse entre ele e uma versão alternativa de si mesmo, a variante feminina Sylvie. Herron acrescentou que "apenas de uma perspectiva de identidade, foi interessante cavar" os dois formando um relacionamento e ela teve o cuidado de dar "o espaço para respirar e cavar de uma forma que parecia merecida". O relacionamento deles foi um dos aspectos da série que Herron decidiu aprimorar durante a paralisação da produção em virtude da pandemia de COVID-19. O momento que os dois personagens compartilham em Lamentis-1, no qual eles se perguntam se há algo mais em sua amizade, cria uma "ramificação de baixo para cima" na Linha do Tempo Sagrada, que Waldron disse ser "exatamente o tipo de coisa que aterrorizaria" a Autoridade de Variância Temporal (AVT).
A Caçadora B-15 vê memórias de sua vida passada no episódio, mas o que ela vê não é revelado ao público e a atriz Wunmi Mosaku também desconhecia as especificidades do que a personagem estava vendo ao filmar a cena. Owen Wilson sentiu com Mobius M. Mobius como aprender que ele é uma variante, ele começa a fazer as mesmas perguntas que Loki fez ao chegar na AVT, de "O que é essa organização? E é algo que é digno de sua devoção?" Gugu Mbatha-Raw afirmou que Ravonna Renslayer se sentiu traída por Mobius, seu único amigo, quando ele troca seus TemPads, e assim o trai por tê-lo podado. Wilson acrescentou que a traição de Renslayer foi "muito chocante", mas acrescentou à "sala de espelhos de toda a série, que as pessoas não são exatamente quem parecem ser".

### Música
A canção "The Swan" de Camille Saint-Saëns, interpretada pela musicista de teremin Clara Rockmore e sua irmã, a pianista Nadia Reisenberg, é apresentada no episódio; o teremin foi um dos instrumentos que tanto Herron quanto a compositora da série ,Natalie Holt, ficaram atraídas para compor a partitura da série. A música "If You Love Me (Really Love Me)" de Brenda Lee também é apresentada durante os créditos do episódio.

## Divulgação
Após o lançamento do episódio, a Marvel anunciou a criação de mercadorias inspiradas no episódio como parte de sua promoção semanal, a Marvel Must Haves, incluindo roupas, como camisetas baseadas nos "clássicos pôsteres de produtividade" da AVT e outros acessórios. A Marvel também lançou um pôster promocional de "The Nexus Event", apresentando os Guardiões do Tempo e a Senhorita Minutos, encorajando os fãs a não estragarem as surpresas do episódio.

## Lançamento
"The Nexus Event" foi lançado no serviço de streaming Disney+ em 30 de junho de 2021.